# Инвестиционно банкиране
Инвестиционните банки помагат на компаниите и правителствата и техните агенции да набират средства чрез издаване и продажба на ценни книжа на първичния пазар. Те помагат на публични (които се търгуват на фондова борса) и частни корпорации да набират средства на капиталовите пазари (чрез дълг или ценни книжа), както и предлагайки стратегически консултантски услуги относно сливания и придобивания и други видове финансови трансакции.
Инвестиционните банки също действат като посредник в търгуването за клиенти. Инвестиционните банки се отличават от търговските банки, които събират депозити и отдават корпоративни и търговски заеми. В последните години, обаче, разликата между двата вида банки е намаляла значително, особено след като много търговски банки започнаха да предлагат услуги, които са били винаги част от инвестиционното банкиране, за да могат да задържат повече клиенти чрез по-голяма гама услуги. В САЩ, законът Глас-Стийгъл (Glass-Steagall Act), въведен заради сриването на пазара през 1929 г. (Голямата депресия), забранява на банките да вземат депозити и да издават ценни книжа за свои клиенти (underwriting securities); законът Глас-Стийгъл беше отменен от закона Грам-Лийч-Блилей (Gramm-Leach-Bliley Act) от 1999. Инвестиционните банки могат също да се различават от брокерските компании, които по принцип помагат при покупките и продажбите на акции (stocks), облигации (bonds) и взаимни фондове (mutual funds) на вторичния пазар. Все пак, някои фирми действат като брокерски компании и инвестиционни банки и това включва някои от най-известните компании за финансови услуги в света.
По дефиниция, инвестиционното банкиране е набиране на средства, чрез ценни книжа или дълг, и отделът, който се занимава с това в една инвестиционна банка обикновено е наричан Отдел Инвестиционно Банкиране (Investment Banking Division, IBD). Все пак, само няколко по-малки фирми предлагат само тези услуги. Почти всички инвестиционни банки предлагат допълнителни услуги на своите клиенти – търгуването на деривати (derivatives), книжа с фиксиран доход (fixed income), форекс пазара (foreign exchange), ценни книжа свързани със стоки (commodity and equity securities) и т.н. Точно за това, приемливо е да се наричат „инвестиционно банкиране“ и други фронт офис отдели, а хората, които работят там, да се наричат като инвестиционни банкери. Също така, ако някой се занимава с такава дейност, но не точно в инвестиционна банка (например във финансова-консултантска къща), той също може да се нарича инвестиционен банкер, понеже дейността му по същество е абсолютно същата.

## Организационна структура на инвестиционните банки
Главни дейности и отдели
Основната функция на инвестиционната банка е купуването и продаването на ценни книжа както за своите клиенти, така и за себе си. Банките поемат риск чрез proprietary trading, което се извършва чрез специален отдел трейдъри, които не се срещат с клиентите и чрез Principal Risk, който е риск поет от трейдър, след като той продаде продукт на клиент и после не си хеджира цялата си експозиция. Банките се опитват да максимизират печалбата си за дадено ниво на риск на техните финансови отчети.
Инвестиционната банка е разделена на това, което обикновено се определя като Фронт Офис (Front Office), Мидъл Офис (Middle Office) и Бек Офис (Back Office). Отделните дейности са обяснени по-долу:
Фронт Офис
- Инвестиционно банкиране е традиционният аспект на инвестиционните банки, което включва събиране на средства на капиталовите пазари и консултиране по сливания и поглъщания. Инвестиционното банкиране може да включва записване за първоначално предлагане (IPO), координиране с евентуалните купувачи, или договаряне с компания обект на евентуално поглъщане.

- Инвестиционен мениджмънт е професионалния мениджмънт на отделни ценни книжа (акции, облигации и др.) и други активи (недвижимо имущество, например), за да се постигне определена инвестиционна цел за инвеститорите. Инвеститорите могат да са институционални инвеститори (застрахователни компании, пенсионни фондове, корпорации и др.) или частни инвеститори (или чрез поединични инвестиционни договори или, което е по-често срещано, чрез общи инвестиционни схеми, т.е. взаимни фондове).

- Финансови Пазари се разделя на няколко под-отдела:
  - Трейдинг – обикновено това е най-печелившият отдел на една инвестиционна банка, отговорна за по-голямата част на доходите ѝ. В процеса на правенето на пазара (market making), трейдърите ще продават и купуват ценни книжа с единствената цел да направят минимални допълнителни доходи от всяка трансакция.
  - Продажби – това са хората, които трябва да се свързват с институционални или крупни частни инвеститори и да предлагат инвестиционни идеи и да реализират такива идеи като част от трейдинга, после да препратят желанията на съответните трейдъри, които да извършат определените сделки, и да структурират нови продукти.
  - Анализи – това е отделът, който изследва компаниите и пише доклади за възможностите свързани с тях, често с предложение за покупка или продажба. Докато този отдел практически не генерира никакви приходи, той е много важен, защото улесняват трейдърите в тяхната дейност, дава идеи на отдел „Продажби“ и съответно това се трансферира в повече заявки от страна на инвеститорите. В последните години връзката между инвестиционното банкиране и отдел анализи става все по регулиран и това малко ги отчуждава.
  - Структуриране – е сравнително нова структура, която набира популярност заради все по-развиващата се търговия с деривати, които позволяват по-големи маржини от конвенционалните ценни книжа. Хората, които работят там обикновено са математици и статистици и прочее и създават високо структурирани продукти.

 Мидъл Офис
- Риск Мениджмънт – включва анализирането на кредитния и пазарния риск, които трейдърите поемат върху финансовите отчети чрез техните ежедневни сделки, и поставяйки лимит на количеството капитал, който трейдърите могат да използват, за да предотвратят това „лоши“ сделки да имат голям ефект върху целия отдел или дори цялата банка. Друга тяхна роля е да се осигури това, че гореспоменатите рискове са правилно анализирани (според договорите), коректно, и навреме (типично – до 30 минути от поставяне на поръчка). В последните години, рискът от грешки в тази сфера се нарича „Операционен Риск“.

 Бек Офис
- Операции- този отдел проверява всяка сделка дали е правилно направена и дали параметрите по нея са верни. Докато този отдел има достъп до „същността на нещата“ и реално рискът за сигурността там е най-голям, а и възможностите за професионален растеж в този отдел не са от най-големите, този отдел все пак е критичен за всяка една банка и включва управлението на финансовата информация на банката. Хората, които работят там обикновено са много квалифицирани и трябва да разбират абсолютно всички части на сделката, както и самата софтуерна система, която банката използва, за да може да не се получават разминавания в бъдеще относно паричните потоци или самата структура.
- Технологии- това е дефакто ИТ отделът, който поддържа цялата система компютри, телефони, софтуер и тн.

|  | Тази страница частично или изцяло представлява превод на страницата Investment banking в Уикипедия на английски. Оригиналният текст, както и този превод, са защитени от Лиценза „Криейтив Комънс – Признание – Споделяне на споделеното“, а за съдържание, създадено преди юни 2009 година – от Лиценза за свободна документация на ГНУ. Прегледайте историята на редакциите на оригиналната страница, както и на преводната страница, за да видите списъка на съавторите. ВАЖНО: Този шаблон се отнася единствено до авторските права върху съдържанието на статията. Добавянето му не отменя изискването да се посочват конкретни източници на твърденията, които да бъдат благонадеждни. |